# Australasian Professional Championship
L'Australasian Professional Championship è stato un torneo professionistico di snooker, che si è disputato nel 1969 ad Auckland, in Nuova Zelanda.

## Albo d'oro
| Edizione | Vincitore      | Finalista      | Risultato | Stagione  | Città    | Impianto | Tipologia   | Note  |
| -------- | -------------- | -------------- | --------- | --------- | -------- | -------- | ----------- | ----- |
| 1969     | Eddie Charlton | Warren Simpson | 11 - 6    | 1969-1970 | Auckland | ?        | Non-Ranking | [ 2 ] |

## Statistiche

### Finalisti
| N° | Giocatore      | Vittorie | Finali perse | Totale |
| -- | -------------- | -------- | ------------ | ------ |
| 1  | Eddie Charlton | 1        | 0            | 1      |
| 2  | Warren Simpson | 0        | 1            | 1      |

### Finalisti per nazione
| N° | Nazione   | Vittorie | Finali perse | Totale |
| -- | --------- | -------- | ------------ | ------ |
| 1  | Australia | 1        | 1            | 2      |

- Vincitore più giovane ed anziano: Eddie Charlton (40 anni, 1969)